# Rapsodia ucraineană
Rapsodia ucraineană (în rusă Украинская рапсодия, transliterat: Ukrainskaia rapsodiia) este un film dramatic sovietic din 1961, regizat de cineastul armean Serghei Paradjanov. Scenariul filmului a fost scris de poetul, dramaturgul și eseistul ucrainean Oleksandr Levada și prezintă evoluția unei tinere colhoznice ucrainene către cariera de cântăreață de operă, care se desfășoară în anii zbuciumați ai războiului. Rolurile principale au fost interpretate de actrița ucraineană Olha Reus-Petrenko și de actorii ruși Eduard Koșman și Iuri Guleaev.
Acțiunea filmului începe în perioada imediat următoare celui de-al Doilea Război Mondial. Oksana Marcenko, o tânără cântăreață ucraineană, câștigă marele premiu al unui concurs internațional de canto din vestul Europei și, pe drumul de întoarcere către patrie, își amintește povestea ei de dragoste cu Anton, care fusese întreruptă brutal de izbucnirea războiului. Despărțirea celor doi tineri a fost prelungită de capturarea ca prizonier a lui Anton, iar lipsa veștilor despre soarta iubitului ei a făcut-o pe Oksana să-și piardă speranța că-l va mai revedea vreodată viu.
Filmul a fost produs în culori de Studioul de film „A. Dovjenko” din Kiev și respecta directivele estetico-politice ale acelor ani, combinând melodrama cu propaganda antioccidentală și urmărind să afirme virtuțile artistice ale poporului sovietic, precum și ideea că arta este un mijloc puternic de apropiere și cunoaștere între popoare, care se poate dezvolta și își poate îndeplini scopul educativ doar în vremuri de pace. În ciuda aspectelor melodramatice și propagandistice, el s-a bucurat de o popularitate considerabilă în rândul cinefililor sovietici, fiind vizionat, după unele surse, de 14 milioane de spectatori sau, după alte surse, de 20 de milioane de spectatori.
Criticii contemporani au evidențiat aspectul de poem cinematografic al acestui film, datorat folosirii simbolurilor, a metaforelor vizuale, a comparațiilor antitetice și a muzicii, și au identificat prezența mai multor episoade cu un puternic impact emoțional. Recenziile criticilor din perioada modernă se remarcă însă printr-o reevaluare a filmului din perspectiva istorico-politică postsovietică, relevă lipsa de realism a acțiunii, ce urmărește idealizarea epocii sovietice a lui Stalin, și existența unor aspecte propagandistice tipice producțiilor cinematografice sovietice din vremea Războiului Rece, și îl consideră o „melodramă de tip realist-socialist”, care nu iese în evidență în mod particular în creația artistică a lui Paradjanov.

## Rezumat
La scurt timp după încheierea celui de-al Doilea Război Mondial, Oksana Marcenko, o tânără colhoznică născută într-un mic sat ucrainean de pe malul fluviului Nipru, se întoarce acasă cu trenul dintr-un oraș îndepărtat din Europa de Vest (cel mai probabil Paris) după ce a câștigat medalia de aur a unui important concurs internațional pentru cântăreții de operă. Privind pe fereastra trenului care o aduce în patrie, Oksana observă clădirile ruinate ale orașelor, rămășițe ale distrugerii „provocate de germani”. Fericirea Oksanei nu este însă deplină. Femeia își amintește de recentul triumf, apoi rememorează copilăria și tinerețea din satul natal, care i-au inspirat sensibilitatea artistică, și se întristează că nu a mai primit încă nicio veste de la Anton Petrenko, tânărul pe care îl iubea și care nu se mai întorsese de pe front.
Pasiunea pentru muzică a cântăreței sovietice provenea încă din vremea copilăriei, petrecută într-un sat de pe malul Niprului, când mica Oksana obișnuia să asculte cântecul la bandură al bunicului ei sau cântecele tinerelor colhoznice care mergeau dimineața la muncile agricole. Anii au trecut, iar fetița a crescut. Ea s-a îndrăgostit apoi de consăteanul Anton, un muncitor tânăr și harnic, dar cei doi tineri au fost nevoiți să se despartă atunci când Oksana a părăsit satul natal și a plecat să studieze la Conservatorul din Kiev. A studiat acolo multe ore zilnic pentru a dobândi cunoștințele necesare unei viitoare cariere artistice. Izbucnirea Războiului Germano-Sovietic a întrerupt viața pașnică a cetățenilor sovietici: satele și orașele din vestul țării au fost ocupate treptat de Wehrmacht, iar poporul sovietic s-a ridicat la luptă pentru a-și apăra patria. Războiul a împiedicat revederea celor doi tineri ucraineni, care au pierdut legătura, dar au păstrat speranța că se vor reuni ulterior.
Conservatorul a fost evacuat apoi într-un oraș siberian după ocuparea Kievului de Armata Germană, iar Oksana, care își pierduse pasiunea pentru canto de odinioară ca urmare a contactului cu atrocitățile războiului, a abandonat studiile pentru a se înrola ca soră medicală. Colegul ei de conservator, Vadim Ceaika, care provenea din același sat și era un rival al lui Anton, și-a mai continuat un timp studiile muzicale, iar apoi, urmându-i exemplul, s-a înrolat și el în armată. Tânăra femeie a plecat pe front, unde a muncit zi și noapte pentru ameliorarea suferințelor celor răniți și a susținut uneori concerte pe scenele improvizate în prima linie pentru a ridica moralul ostașilor sovietici. Amânarea întoarcerii de pe front a lui Anton a făcut-o pe Oksana să-și piardă speranța că-l va mai revedea vreodată viu. După încheierea războiului, tânăra femeie și-a reluat studiile la Conservatorul din Kiev și a devenit artistă a Operei din Kiev, interpretând roluri principale în mai multe spectacole muzicale.
În timp ce tânăra femeie își rememorează viața, Anton se întoarce acasă din Germania cu același tren cu care călătorește Oksana și își amintește, de asemenea, unele întâmplări din trecut. El se înrolase voluntar în Armata Sovietică imediat după izbucnirea Războiului și, în timpul unei permisii, o căutase pe Oksana în orașul unde era evacuat Conservatorul, fără ca să o mai găsească acolo. A fost grav rănit în cursul unei lupte și apoi a fost luat prizonier de germani, dar a reușit să evadeze din trenul care-i transporta pe prizonieri în Germania. Organistul german Weiner i-a salvat viața, ascunzându-l în clădirea unei biserici, unde Anton a zăcut mult timp grav bolnav. Atunci când trupele americane au eliberat orașul german, Anton a fost reținut de autorități și transportat într-un lagăr american, unde a rămas trei ani pentru verificări.
Trenul ajunge în satul natal al celor doi, iar Anton și Oksana coboară pe peronul gării și se întâlnesc în sfârșit după o lungă despărțire. Cei doi iubiți recent reuniți poposesc pe malul Niprului pentru a contempla din nou împreună frumusețea fluviului.

## Distribuție
- Olha Reus-Petrenko — Oksana Marcenko, studentă la Conservatorul din Kiev, apoi cântăreață de operă[6][7][32][33]
- Eduard Koșman — Anton Petrenko, iubitul Oksanei[6][32][33]
- Iuri Guleaev — Vadim Ceaika, student la Conservatorul din Kiev[6][32][33]
- Natalia Ujvîi — Nadejda Petrovna, profesoară la Conservatorul din Kiev[6][20][32][33]
- Oleksandr Hai — Weiner, organist german[6][32][33]
- Valeri Vitter — Rudi, fiul organistului Weiner[6][32][33]
- Stepan Șkurat — bunicul Oksanei[6][33][34]
- Serghei Petrov — președintele juriului[6][33]
- Mîkola Slobodean[6][33]
- A. Pospelov[33]
- Olga Nojkina[6][33]
- Dmîtro Kapka — prizonier de război sovietic[6][33]
- Katerîna Lîtvînenko — mama Oksanei[6][33]
- Valentin Grudinin[6][33]
- Iuri Sarîcev — soldat sovietic[6][33]
- I. Kulikov[6][33]
- Kosteantin Stepankov — Otto, soldatul german care-i amenință pe prizonierii sovietici[6][33]
- Svetlana Konovalova — Andreeva, actrița care o interpretează pe Solveig[6][33]
- V. Belîi — ofițerul american[6][33]
- Evgheni Kovalenko[6][33]
- Anatoli Cemodurov — căpitanul german (nemenționat)[33]
- Mîkola Vingranovskîi — sergentul sovietic care cântă la pian (nemenționat)[33]
- Mîkola Zaseev-Rudenko (nemenționat)[33]

### Dublaj de voce
- Ievheniia Miroșnîcenko — Oksana (ariile de operă)[6][33]

## Producție

### Pregătiri

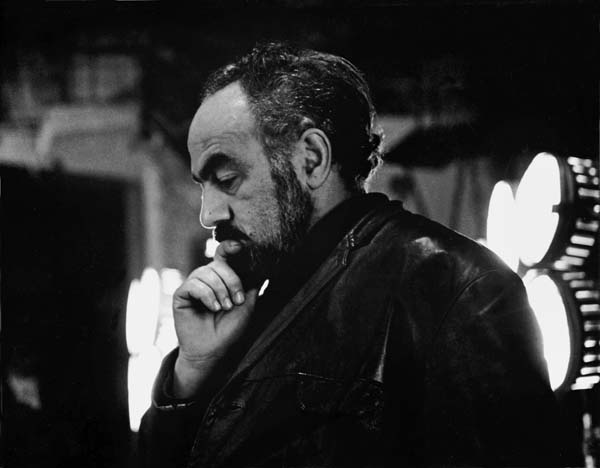
Cineastul armean Serghei Paradjanov (1924–1990)

Artist multilateral cu înclinații către muzică și pictură, cineastul Serghei Paradjanov (1924–1990) s-a născut în orașul Tbilisi într-o familie armeană rusificată din clasa de mijloc și a urmat cursuri de muzică la Conservatorul de Stat din Tbilisi, fără a le finaliza, după care a absolvit cursurile Institutului de Stat pentru Cinematografie din Moscova în 1952 și și-a început cariera de regizor la Studioul de film „A. Dovjenko” din Kiev, unde a realizat în special filme în limba ucraineană. El s-a supus politicii artistice oficiale în primii ani ai carierei sale cinematografice și a creat filme cu subiecte parțial realist-socialiste, care s-au remarcat prin folosirea tehnicilor de filmare ale cineastului ucrainean Oleksandr Dovjenko și a metodelor avangardiste de montaj ale cineastului rus Lev Kuleșov. Distanțarea regizorului față de realismul socialist a avut loc abia în filmul Umbrele strămoșilor uitați (1965), care l-a impus pe Paradjanov ca un cineast original și vizionar.
Rapsodia ucraineană a fost produs în culori de compania sovietică Studioul de film „A. Dovjenko” din Kiev, la recomandarea autorităților cinematografice sovietice, după un scenariu scris în 1958 de poetul, dramaturgul și eseistul ucrainean Oleksandr Levada, care era cunoscut în special pentru tragedia filozofică Faust și moartea (1960). Scenariul era considerat șablonard, lipsit de originalitate și destul de „dificil”, iar din acest motiv niciun regizor, în afară de Paradjanov, nu a vrut să realizeze acest film, susținea cineastul Viktor Ivanov. Paradjanov nu a fost atras în mod deosebit de subiectul propagandistic al filmului, ceea ce a cauzat o confruntare tăcută între dorințele regizorului și necesitățile de producție: „Dorințele și obiceiurile mele s-au ciocnit brusc în acest film. Coexistența lor în cadrul aceleiași pelicule s-a dovedit a fi extrem de ridicolă. Dramaturgia operei – destul de tradițională – era destul de îndepărtată de mine. Dar nu am avut curajul și priceperea să folosesc tema propusă de dramaturg și să creez o operă poetico-filozofică. Mi s-a cerut să povestesc despre o femeie care a avut o soartă grea și a devenit în cele din urmă o cântăreață celebră. Am văzut în biografia ei soarta pasiunilor surprinse de uraganul războiului.”.
Scenariul lui Levada conținea elementele tipice ale melodramei: povestea iubiților despărțiți de război, plecări și întâlniri dramatice, evidențierea prin muzică a stărilor emoționale ale personajelor, efecte vizuale melodramatice (căderea partiturilor în zăpadă atunci când Oksana abandonează studiile, soldatul orb care afirmă că „vede” atunci când Oksana îi descrie spectacolul de balet). Contribuția lui Paradjanov la rescrierea scenariului a fost substanțială, după cum afirma pe un ton glumeț chiar cineastul (citat de mai tânărul regizor Leonid Osîka): „În Rapsodia ucraineană sunt 16 episoade ale lui Levada și 16 episoade ale mele. Dacă le separi, va fi un film al lui Levada și un film al lui Paradjanov”. Regizorul a înlocuit narațiunea la persoana a III-a cu narațiunea la persoana I (care a permis o identificare mai puternică cu protagoniștii), a eliminat unele scene pe care le-a considerat ridicole (imitarea de către Oksana a sunetelor unei privighetori), a introdus evlavia religioasă în film (indivizi care se roagă și își fac cruce într-o biserică ruinată, cântarea la orgă de către Rudi a piesei Ave Maria în loc de cea a unei piese muzicale a lui Bach) etc. Criticul de film rus Miron Cernenko a scris că Paradjanov era conștient că lucra cu un material șablonard și a construit filmul „din blocuri deja făcute”, compromițând parțial efectul ideologic al clișeelor genului.

### Filmări

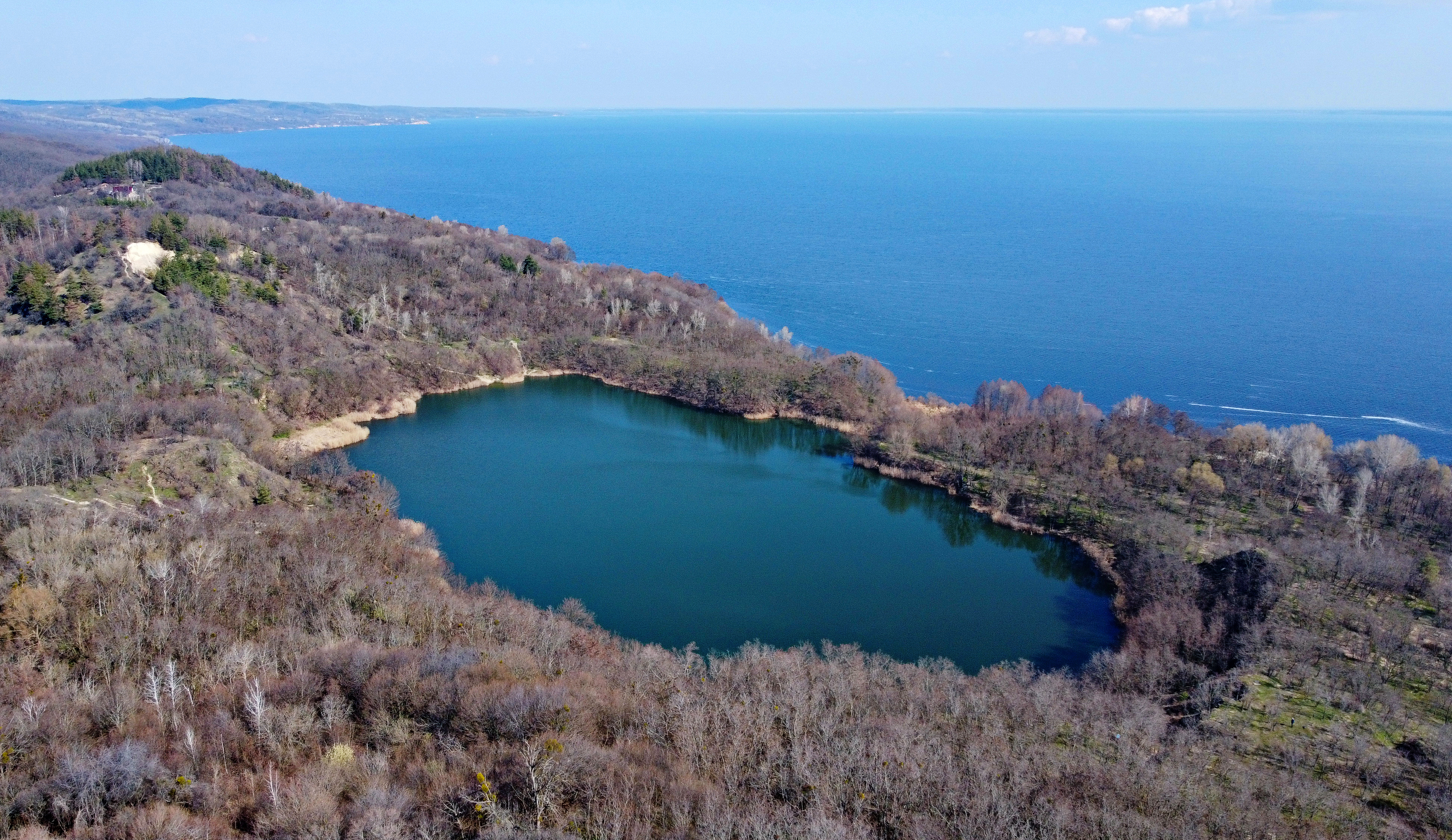
Lacul Buceak și Niprul

Bugetul alocat producției acestui film a fost unul relativ redus. Producția a fost coordonată de directorii Bernard Glazman și P. Dedov și de redactorul Nina Lucina. Rolurile principale au fost interpretate de actrița ucraineană Olha Reus-Petrenko (Oksana), originară din Kiev, și de actorii ruși Eduard Koșman (Anton) și Iuri Guleaev (Vadim), iar ca figuranți au fost folosiți fermieri colhoznici din satul Buceak și militari ai Armatei Sovietice. Cineastul a reușit să atragă în film câțiva actori ucraineni de renume precum Natalia Ujvîi (care a interpretat-o pe Nadejda Petrovna, profesoara de muzică a Oksanei la Conservatorul din Kiev, și despre care Paradjanov realizase anterior un film documentar) și Stepan Șkurat (actor cunoscut din filmul Ceapaev, care l-a interpretat în acest film pe bunicul Oksanei).
Filmările au început în anul 1960, au fost coordonate de directorul de imagine Ivan Șekker, și s-au desfășurat în mare parte pe teritoriul RSS Ucrainene: în satul Buceak de pe malul Niprului (scenele rurale), în orașele ucrainene Kiev și la Liov (scenele care au loc în orașul din Europa de Vest, sugerat a fi Paris), dar și în orașul rusesc Kaliningrad (Königsberg), unde au fost filmate scenele care au loc în Germania. Filmul este construit, așa cum reiese încă din secvența de deschidere, ca o amintire și conține numeroase flashback-uri. Paradjanov a combinat scenele care prezintă peisajele pitorești ale satelor ucrainene de pe malul Niprului și cântecele interpretate de soliștii Teatrului de Operă și Balet din Kiev și ai ansamblurilor folclorice regionale cu scene dramatice care au loc în anii celui de-al Doilea Război Mondial. Existența a numeroase flashbackuri a făcut ca structura narativă a filmului să fie mai complexă decât cea a filmelor anterioare ale lui Paradjanov, permițându-i cineastului să-și lărgească vocabularul cinematografic. Cineastul a fost influențat în filmarea unor scene de creațiile altor cineaști ca Oleksandr Dovjenko (scenele rurale idilice cu țărani îmbrăcați în costume populare, câmpurile cu floarea soarelui sau secvența invaziei, influențată de scena începerii luptei din Șciors), Igor Savcenko (stilul vizual liric al secvențelor rurale) sau Serghei Eisenstein (scena împușcării mamei care fuge cu copilul în brațe în pădure, ce conține asemănări cu scena împușcării pe Scările Odesei⁠(en)[traduceți] din Crucișătorul Potemkin).
Muzica joacă un rol important în acest film, fiind evidențiată puterea ei de a transcende granițele și de a apropia popoarele. Filmul conține atât fragmente din repertoriul clasic precum aria „Il dolce suono⁠(en)[traduceți]” din opera Lucia di Lammermoor a lui Gaetano Donizetti (cu care Oksana a câștigat concursul internațional de canto), piesa Sonata lunii a lui Ludwig van Beethoven și compoziția muzicală scenică („Cântecul lui Solveig”) a unui spectacol de balet după Peer Gynt de Edvard Grieg, cât și cântece ucrainene precum „Zore moia vecirneaia” (în ucraineană Зоре моя вечірняя, în traducere „Steaua mea de seară”), compus de Hordii Hladkîi⁠(uk)[traduceți] pe versurile unui poem al lui Taras Șevcenko, pe care Oksana obișnuia să-l cânte în copilărie cu bunicul ei, și „Rozpreahaite, hlopți, koni⁠(uk)[traduceți]” (în ucraineană Розпрягайте, хлопці, коні, în traducere „Deshămați caii, băieți”), un cântec popular care-i încurajează pe prizonierii de război sovietici să o imobilizeze pe santinela fascistă și îi ajută să evadeze din trenul militar german. De altfel, încă din secvența de început, Oksana cere publicului să-i asculte povestea, evidențiind prevalența simțului auditiv asupra celui vizual. Spre deosebire de dialog, care a fost dublat în limba rusă, piesele muzicale în limba ucraineană au fost păstrate atât din motive practice, cât și probabil din dorința de a oferi filmului o aromă locală.
Decorurile au fost proiectate de Mîhailo Rakovskîi, iar costumele au fost confecționate de designerul Nikolai Braun. Sunetul a fost înregistrat de inginerele Nina Avramenko și Sofia Serhienko (cea de-a doua a colaborat ulterior cu Paradjanov la Umbrele strămoșilor uitați), iar muzica a fost compusă de compozitorul ucrainean Platon Maiboroda (pe versurile lui Mîkola Nahnîbida) și interpretată de Orchestra Simfonică de Stat a URSS, sub bagheta dirijorului Veniamin Tolba. Ariile de operă cântate de Oksana au fost dublate vocal de soprana ucraineană Ievheniia Miroșnîcenko. Montajul filmului a fost realizat de Marfa („Mașa”) Ponomarenko, care a devenit colaboratoarea apropiată a lui Paradjanov și a lucrat la toate filmele sale viitoare. Filmul are o durată de 83 de minute. Lungimea peliculei este de 2.425 de metri.

## Lansare
Rapsodia ucraineană a fost lansat pe 28 septembrie 1961 la Kiev și a rulat timp de aproape o lună la cinematografele din RSS Ucraineană. El s-a bucurat de o popularitate considerabilă în rândul cinefililor sovietici, fiind vizionat, după unele surse, de 14 milioane de spectatori sau, după alte surse, de 20 de milioane de spectatori în cinematografele sovietice. Interesul criticilor sovietici a fost relativ redus la acea vreme, dar apariția filmului a fost semnalată în paginile revistei Iskusstvo kino. Revista sus-menționată a publicat o scrisoare a unei cititoare, Tatiana Sencenko („muncitoare la o fabrică de confecții din bumbac”), care critica interpretarea „foarte slabă” a Olgăi Petrenko și deciziile regizorale pretins nepotrivite ale lui Paradjanov. Cititoarea susținea că hoinăreala eroinei sovietice pe străzile „orașului străin” avea, în principal, scopul „de a arăta femei exotice care purtau pantaloni și artiști ultramoderni” și că preferința regizorului pentru peisaje „grețos de frumoase” altera acțiunea filmului și își încheia scrisoarea cu propunerea acordării unei atenții mai mari filmelor realizate de Studioul „A. Dovjenko”, care „compromite frecvent” numele marelui artist pe care îl poartă.
Premiera filmului în România a avut loc în ziua de vineri 27 octombrie 1961; filmul a rulat în perioada următoare în unele cinematografe bucureștene precum București (octombrie–noiembrie 1961), Magheru (octombrie–noiembrie 1961), V. Roaită (octombrie–noiembrie 1961), 16 Februarie (noiembrie 1961), Libertății și Miorița (noiembrie 1961), Drumul Serii (noiembrie 1961), B. Delavrancea (noiembrie 1961) Tineretului (ianuarie 1962), G. Bacovia (ianuarie 1962) ș.a., dar și în unele cinematografe din alte orașe (de exemplu, la Galați, Craiova, Oradea, Iași, Bacău, Timișoara, Pitești, Baia Mare, Roman, Piatra Neamț, Târgu Mureș, Sibiu, Huși, Pașcani, Târnăveni, Târgu Neamț, Miercurea Ciuc și Hunedoara), inclusiv până în mai 1963. A fost vizionat, de asemenea, în cadrul simpozionului „Cu trenul prieteniei, de 7 Noiembrie la Moscova”, desfășurat la 17 noiembrie 1961 în aula Facultății de Științe Juridice a Universității din București sub patronajul Consiliului orășenesc A.R.L.U.S. și a fost difuzat în premieră de Televiziunea Română în ziua de luni 4 decembrie 1961. O vizionare a acestui film a avut loc, de asemenea, în stagiunea 1990–1991 a Cinematecii Române.
Jurnalista română Ana Eremia de la Scînteia tineretului considera la acea vreme că filmul este „deosebit de instructiv [...] prin dramatica relevare a suferințelor omenești și a distrugerilor pricinuite unor mari valori culturale și artistice ale omenirii de către războiul deslănțuit de fasciști” și îl recomanda tinerilor cinefili dornici să-și dezvolte cultura generală, în timp ce criticul ziarului timișorean Drapelul roșu scria că filmul demască „războiul imperialist” și susținea că „«Rapsodia ucraineană» este un film cu mari merite [...] prin problemele valoroase, pe care le pune în discuție și pe care le rezolvă la o înaltă ținută artistică, prin înaltul umanism care îl străbate, prin mesajul său profund omenesc”.

## Aprecieri critice

### Creațiile de început ale lui Paradjanov
Rapsodia ucraineană este unul dintre primele filme ale cineastului armean Serghei Paradjanov, care se va confrunta în viitor cu numeroase dificultăți în activitatea sa artistică, inclusiv cu o condamnare la muncă forțată în urma acuzației că ar fi încălcat codul moral sovietic. Regizorul a devenit ținta unei campanii de presă virulebte în anul 1965, după lansarea filmului Umbrele strămoșilor uitați, iar numele său a fost trecut pe o listă neagră a cineaștilor care nu se conformau ideologiei oficiale. Filmul următor, Fresce ale Kievului (1966), a fost interzis, iar Culoarea rodiei (1968) a fost redus drastic și difuzat într-o versiune cenzurată. Căderea lui Paradjanov a continuat în anii următori, când cineastul nu a mai putut filma și și-a petrecut timpul scriind scenarii, ce au rămase nefolosite. Regizorul a fost arestat în ianuarie 1974 în timp ce lucra la un film de televiziune despre Hans Christian Andersen și a fost acuzat de homosexualitate, răspândire de materiale pornografice, trafic de valută și de obiecte de artă și incitare la sinucidere. Majoritatea acuzațiilor erau inventate, în timp ce homosexualitatea nu fusese niciodată negată de Paradjanov și nu reprezentase vreo problemă pentru autoritățile sovietice cât timp cineastul nu era activ politic. Regizorul a fost condamnat la cinci ani de muncă silnică și a fost internat într-un lagăr, iar menționarea numelui său a fost interzisă în următorii zece ani; în urma unei campanii internaționale fără precedent a cineaștilor americani și vest-europeni (printre care Jean-Luc Godard și Michelangelo Antonioni), el a fost eliberat înainte de termen, în ianuarie 1978, după patru ani de încarcerare. Interdicția de realizare de filme, care i-a fost impusă lui Paradjanov, a durat 15 ani și s-a încheiat în anul 1984, când cineastul a realizat Legenda cetății Suram (1984), o adaptare cinematografică a unui basm georgian.
Cariera regizorală a lui Paradjanov a început la sfârșitul anilor 1940, în plină epocă stalinistă, și a traversat perioada „dezghețului ideologic”. Spre deosebire însă de colegii săi care au început să realizeze filme remarcabile, eliberate din chingile cenzurii, Paradjanov a creat în continuare, potrivit criticului Vadim Skuratovski, filme „primitive”, pe care ar fi încercat ulterior să le uite. Cele patru lungmetraje și trei documentare create până la realizarea capodoperei Umbrele strămoșilor uitați (1965) sunt mai slabe sub raport valoric și au fost excluse de istorici din seria filmelor valoroase ale lui Paradjanov. Unul dintre puținii specialiști cu o opinie diferită față de acest subiect este criticul literar Mîron Petrovskîi (autor al mai multor studii cinematografice) care a afirmat în ziua premierei Umbrelor... că unele cadre din acest film își au originea în Rapsodia ucraineană. Vadim Skuratovski consideră însă că primele filme ale lui Paradjanov au un aspect „destul de primitiv” și nu se încadrează sub nicio formă în seria capodoperelor cineastului armean care au ca esență „lupta iraniano-transcaucaziană nesfârșită a «luminii» cu «întunericul» și, mai apoi, eforturile nesfârșite depuse de materie pe calea spre mântuire”.
Primul film al regizorului, Andrieș (1954), inspirat din folclorul românesc, prezintă înfruntarea păstorului moldovean Andrieș (întruchiparea „Luminii”) cu Vârtejul Negru (întruchiparea demonului) și anticipează conflictul dihotomic din Umbrele strămoșilor uitați, dar, în ciuda acestor asemănări, a fost considerat de Skuratovski un film lucrat după un „algoritm primitiv”, cu cadre „complet convenționale”. Următoarele trei filme, Un meci neobișnuit (1958), Rapsodia ucraineană (1961) și Țvetok na kamne (1962), au apărut în mijlocul crizei artistice a cinematografiei ucrainene (efect al crizei generale a cinematografiei sovietice) și au trezit puțin interes critic în acea vreme în principal ca urmare a imaginii convenționale și nerealiste a colhozului, a intelectualității și a orașului minier, iar cercetătorul american Joshua First afirma că ele conțineau „puține indicii despre ceea ce Paradjanov avea de oferit cinematografiei ucrainene”.

### Tema principală a filmului
Tema principală a acestui film o reprezintă, în opinia criticului român Eugen Atanasiu, „geneza artei, izvorul ei firesc și acele împrejurări unice de afirmare pentru viața și creația fiecărui artist”. Evenimentele trăite de artist, precum și gândurile, sentimentele și aspirațiile sale, își pun amprenta asupra formării și dezvoltării artistului și stau la baza caracterului original al creației acestuia. Un rol important în formarea artistului îl are, de asemenea, legătura sa cu poporul din rândul căruia provine, iar comuniunea cât mai strânsă între artist și popor își găsește ecoul într-o creație viguroasă și reprezentativă pentru arta acelui popor.
Biografia Oksanei poate fi considerată astfel un exemplu al drumului parcurs către artă de numeroși tineri talentați proveniți din mijlocul poporului și, în același timp, un simbol al modului de creație al marii arte. Prin prezentarea întâmplărilor trăite de personajul principal, cineastul Serghei Paradjanov a urmărit să arate relația inseparabilă care există între etica artistului și reușita artistică și să evidențieze, de asemenea, dubla calitate a unui adevărat slujitor al artei: de artist și, în același timp, de cetățean. Reușita artistică ulterioară a Oksanei se datorează unui complex de factori: educația muncii formată de timpuriu prin participarea la activitățile colhozului, iubirea curată și greu încercată, credința profundă în întoarcerea persoanei iubite și contribuția personală la izbânda poporului sovietic, care se reflectă în trăsături de caracter precum curajul, tenacitatea, încrederea în forțele proprii, modestia și profunzimea sufletească, ce-i permit să atingă un nivel desăvârșit de interpretare în fața juriului internațional.

### Aspectul de poem cinematografic
Așa cum îi arată și numele, Rapsodia ucraineană se încadrează în categoria filmelor muzicale (un gen cinematografic foarte popular în rândul spectatorilor din acea vreme): el conține în mare măsură particularitățile specifice genului, dar se deosebește, cu toate acestea, de numeroasele filme muzicale realizate până atunci de sovietici prin tratarea originală a temei și prin folosirea unor mijloace de expresie variate. Creatorii săi (scenaristul Levada și regizorul Paradjanov) au respectat directivele estetico-politice ale acelor ani și au urmărit să afirme virtuțile artistice ale poporului sovietic prin prezentarea evoluției unei tinere colhoznice către cariera de cântăreață de operă, precum și ideea că arta este un mijloc puternic de apropiere și cunoaștere între popoare, care se poate dezvolta și își poate îndeplini scopul educativ doar în vremuri de pace. Muzica reprezintă, prin urmare, o parte integrantă a filmului, ca urmare a limbajului ei universal care exprimă setea de viață și dorința de pace.
Urmând stilul cineaștilor sovietici Dovjenko și Savcenko, Serghei Paradjanov a imprimat filmului un aspect de poem cinematografic prin folosirea simbolurilor, a metaforelor vizuale (împletirea cântecului tinerilor cu zgomotul scos de adierea ușoară a vântului și de valurile fluviului), a comparațiilor antitetice (lanurile în flăcări, casele distruse de tancuri, ruinele din vremea războiului și, respectiv, lanurile pline de rod, pomii înfloriți și casele refăcute după victorie) și a muzicii. Imaginile filmului sunt străbătute de un fior liric, vrând să evidențieze „frumusețea tinereții, a vieții și a păcii”, iar pe acest fundal unele personaje dobândesc însușiri simbolice: astfel, cuplul Anton-Oksana subliniază „forța pasiunii” și „trăinicia sentimentelor autentice, profunde” care supraviețuiesc încercărilor cumplite ale războiului.
Se observă, de asemenea, existența în acest film a unor elemente specifice unei personalități regizorale originale ca, de exemplu, în scena în care protagonista, care s-a întors la Conservator la sfârșitul războiului, cântă în fața unei oglinzi în timp ce imaginea reflectată se schimbă în funcție de cuvintele cântecului. Recenziile unor critici au evidențiat existența unor episoade cu mare impact emoțional precum cel în care un invalid aflat în cârje ascultă aria Luciei (interpretată de Oksana) și exclamă cu emoție: „muzica inseamnă pace”, cel în care o mamă fuge cu un copil în brațe sub ploaia de gloanțe, cel în care un militar sovietic lasă arma pe un pian aflat în clădirea parțial ruinată a unui teatru și începe să cânte „Sonata Lunii” de Beethoven pentru camarazii săi, în timp ce tancurile germane se apropie, sau cel în care un grup de ostași răniți urmăresc un spectacol de balet după Peer Gynt de Grieg, fără să știe că actrița care interpreta cu măiestrie rolul lui Solveig aflase cu doar câteva ore mai înainte că soțul ei murise pe front.
Criticii contemporani au evidențiat aspectul de poem cinematografic al filmului lui Serghei Paradjanov. Astfel, criticul român Eugen Atanasiu evidenția într-o recenzie publicată în ziarul Romînia liberă că regizorul sovietic dovedește „mult meșteșug” în reconstituirea biografiei Oksanei, evitând pedanteriile tipice filmelor muzical-biografice și reușind să alterneze armonios imaginile de „o acurateță cursivă, pe alocuri chiar documentară” și interludiile descriptive sau lirice. Imaginea pitorească a filmului devine, prin urmare, un „adevărat pastel după o natură vie, înfiorată de simțirea generoasă și eternă a poporului, exprimîndu-l pînă în cea din urmă fibră a sufletului său”. Evoluția profesională a tinerei colhoznice este explicată de același critic, într-o scurtă cronică publicată ulterior în revista Magazin, prin legătura ei cu natura plaiurilor natale, cu trăirile sufletești (bucurii și dureri) ale oamenilor din rândurile cărora provine și cu evenimentele istorice trăite, precum și prin credința într-o viață fericită „cum n-a mai cunoscut omenirea niciodată în trecut”, pe care o propovăduia ideologia regimului comunist. Atanasiu descria acest film drept „o simfonie cinematografică de armonii, de culori, de peisaje” și susținea că „originalitatea unor rezolvări plastice, simbolice, frumusețea calmă a peisajului, căldura și sensibilitatea vocii care aduce pe ecrane cîntece populare sau arii celebre ne procură un interesant spectacol cinematografic”. Rapsodia ucraineană se adresează tuturor celor „ce iubesc frumosul”, consemna cronicarul ziarului Apărarea patriei, care susținea, de asemenea, în stilul politicii proletcultiste a acelei epoci, că „de la un capăt la celălalt al filmului străbate această încredere în victoria poporului, în dreptatea cauzei pentru care el luptă”, pentru a elibera „țara comunismului [în care] cele mai îndrăznețe visuri prind viață”.

### Lipsa de realism a filmului
Cele trei filme realizate de Paradjanov în anii 1958–1962 (Un meci neobișnuit, Rapsodia ucraineană și Țvetok na kamne) conțin, potrivit lui Skuratovski, toate defectele modelului cinematografic sovietic, caracterizându-se prin ruptura față de realismul cotidian. Acțiunea celor trei filme este implauzibilă, în timp ce personajele (fermierii colhoznici, artiștii și muncitorii) au un aspect convențional specific eroilor folclorici.
Cariera artistică a eroinei filmului Rapsodia ucraineană se desfășoară pe ritmul unui concert solemn, inclusiv în anii grei ai celui de-al Doilea Război Mondial. Regizorul surprinde cu ajutorul camerei de filmat peisaje idilice, nerealiste, locuințe rurale amenajate muzeistic, costume populare și ritualuri folclorice, încercând să idealizeze epoca sovietică a lui Stalin. În plus, la fel ca majoritatea filmelor sovietice realizate în vremea Războiului Rece, filmul lui Paradjanov conține o serie de aspecte propagandistice antioccidentale, evidente încă de la început în scenele care înfățișează un mare oraș occidental populat de prostituate, vagabonzi și invalizi de război.
Prezența unor aspecte propagandistice și lipsite de realism i-au determinat pe unii critici de film din epoca modernă să caracterizeze Rapsodia ucraineană ca o „melodramă de tip realist-socialist” care nu se remarcă în mod particular în creația artistică a lui Paradjanov. În plus, cercetătorul american Joshua First a susținut că Paradjanov a dovedit indiferență față de „tema națională”, asociindu-se unui „folclor stalinist obosit”. O opinie chiar mai dură a avut criticul american James Hoberman, care a scris într-un articol publicat la 24 mai 1994 în revista The Village Voice că filmul este „ridicol” și „un exemplu mult mai drastic de manierism neamuzant – o operetă lugubră care se desfășoară în clișee naționaliste, religioase și estetice”.

## Locuri de filmare

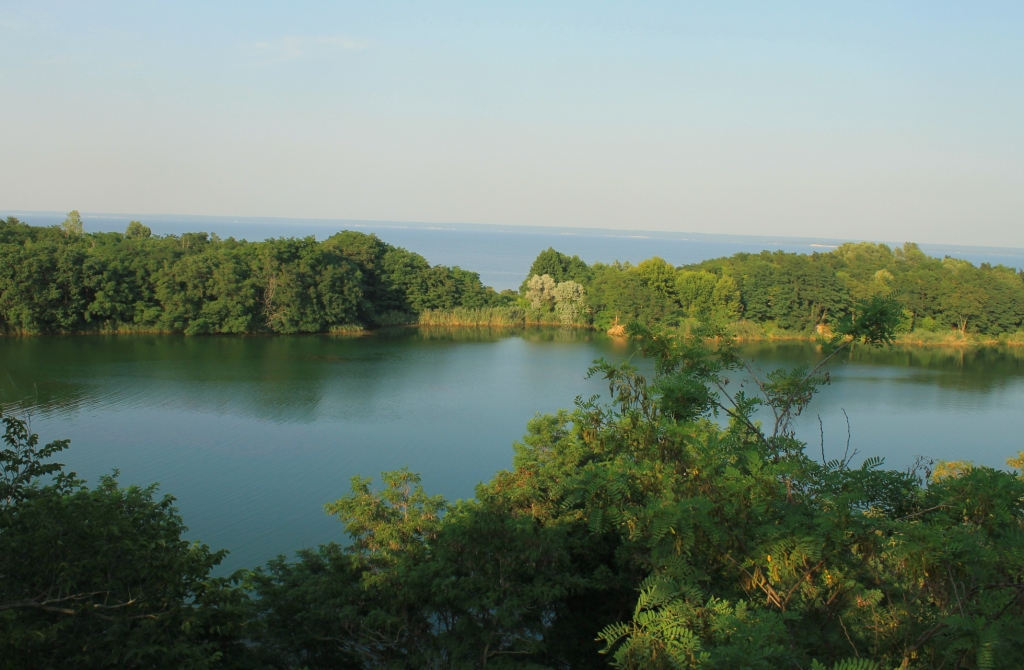
Lacul Buceak din satul Buceak de pe malul Niprului, unde au loc o parte din scenele rurale
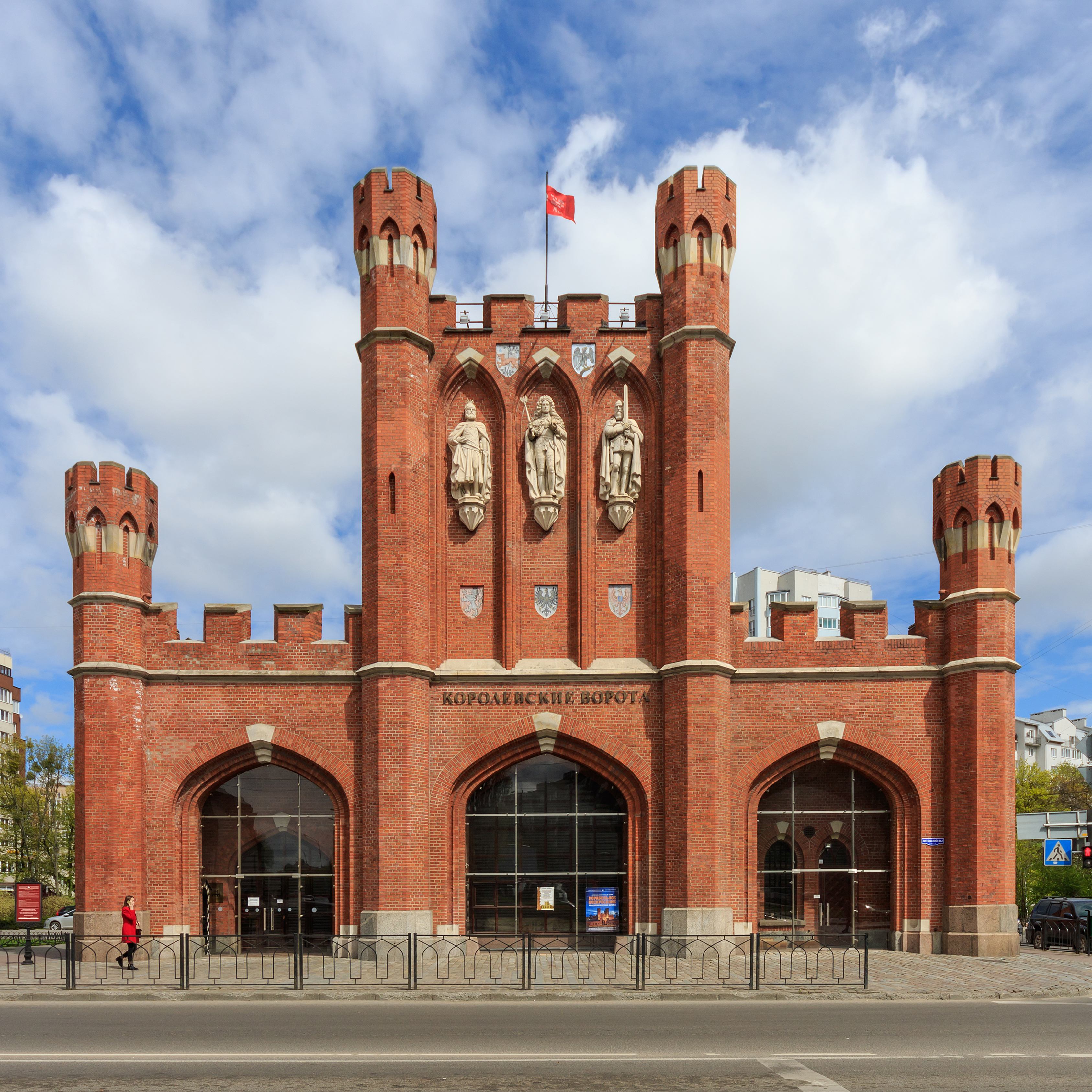
Poarta Regelui din Kaliningrad⁠(en)[traduceți]
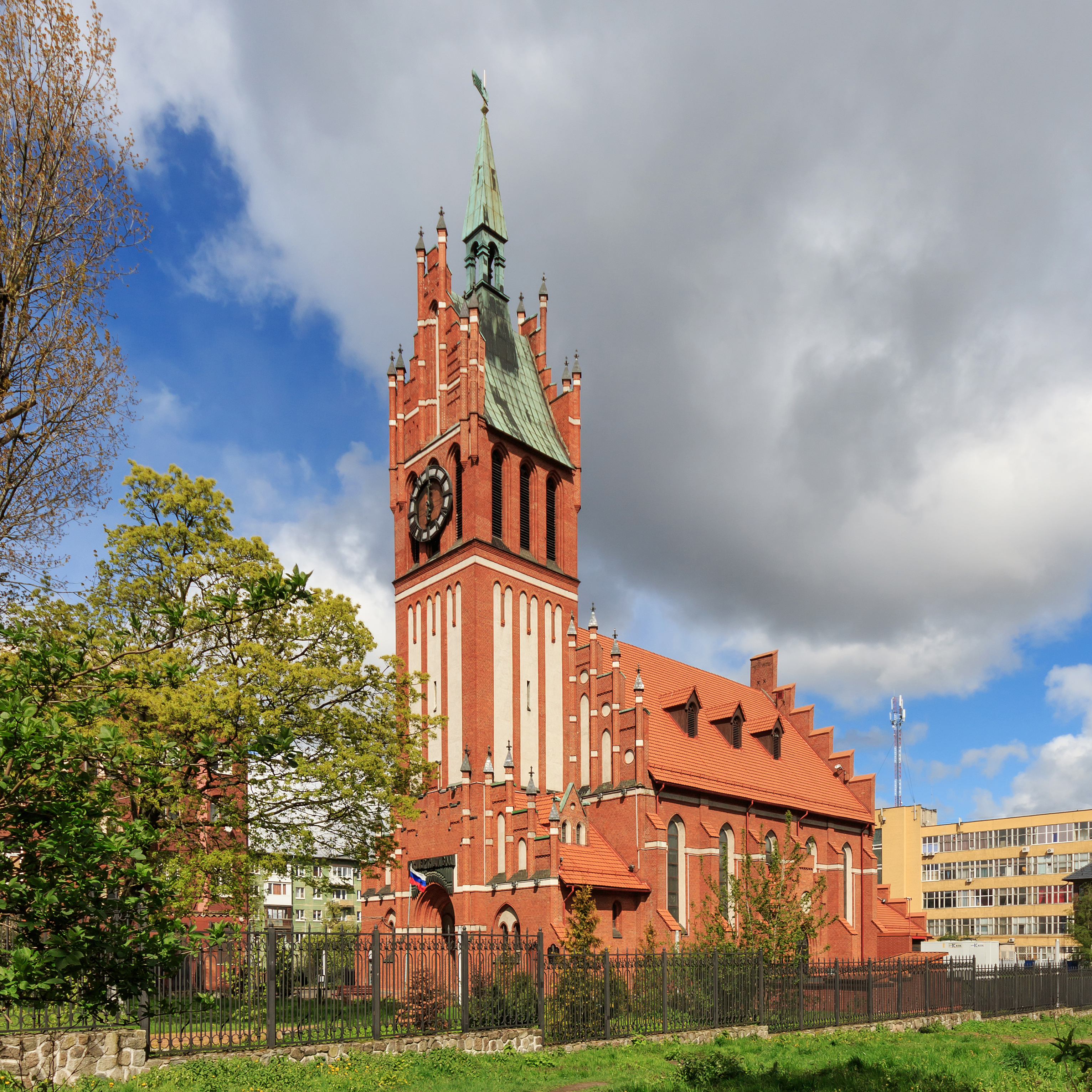
Biserica Sfânta Familie din Kaliningrad⁠(en)[traduceți]
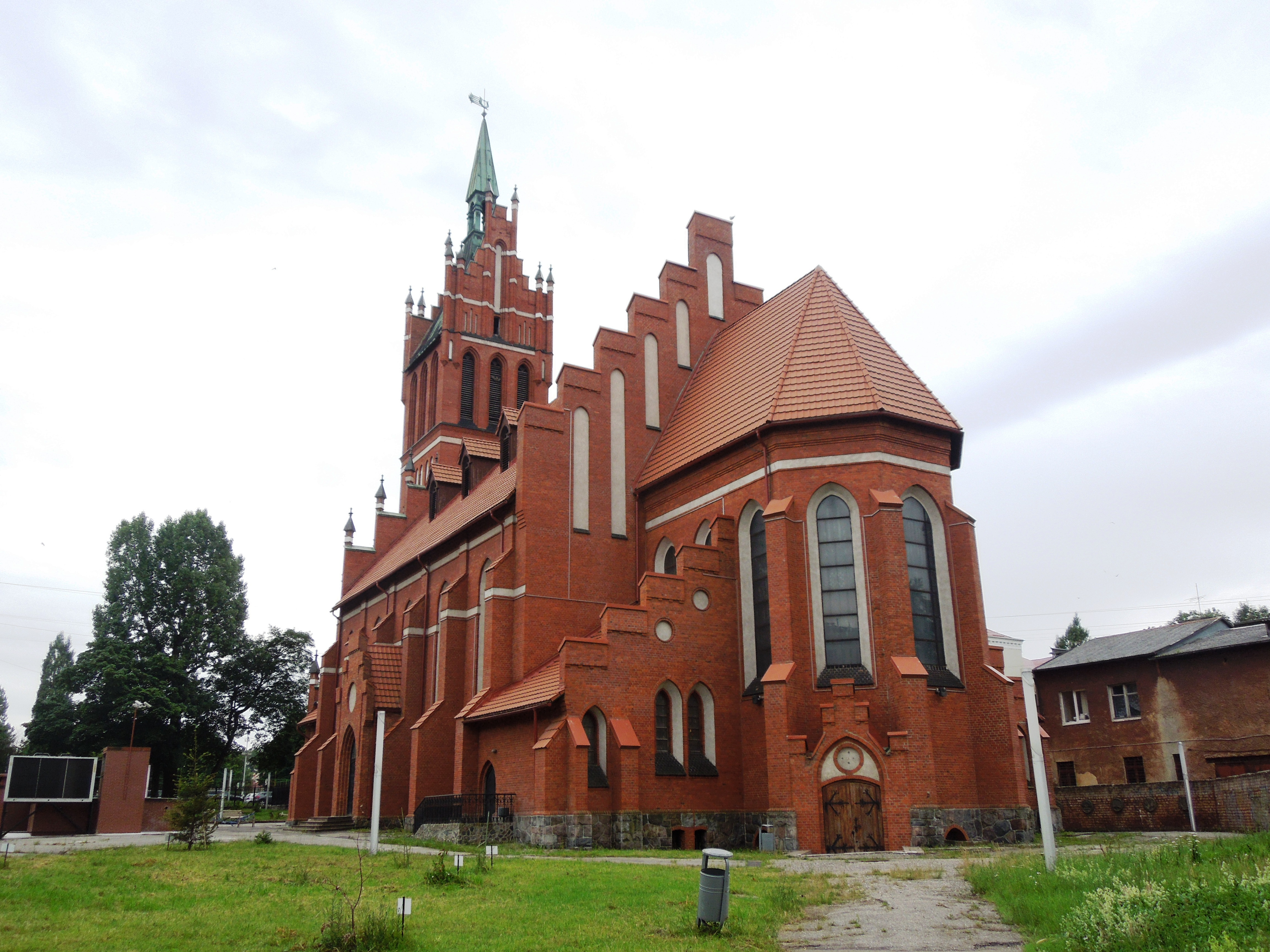
Biserica Sfânta Familie din Kaliningrad⁠(en)[traduceți]
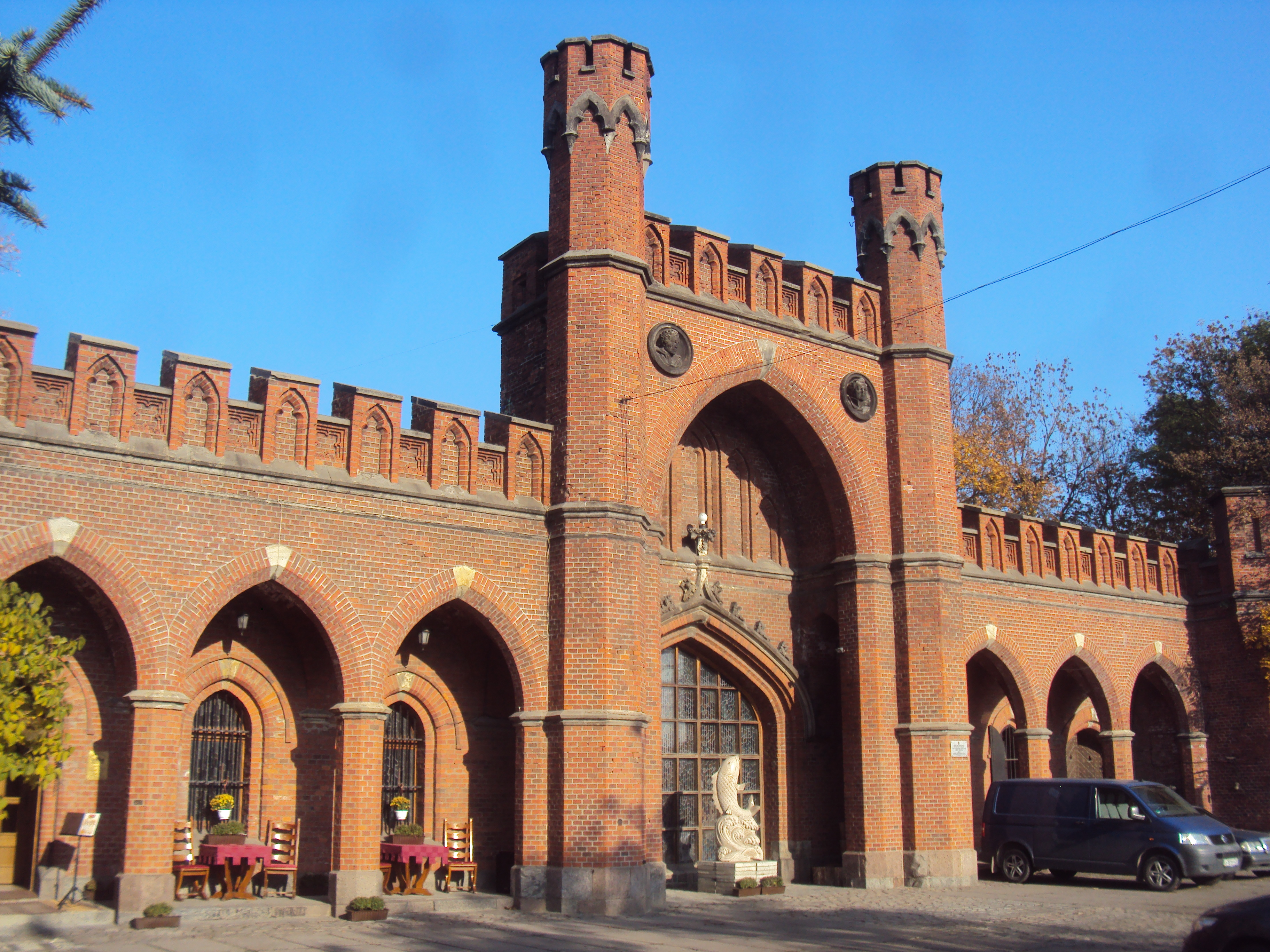
Poarta Rossgarten⁠(en)[traduceți], pe unde iese Anton din lagărul american
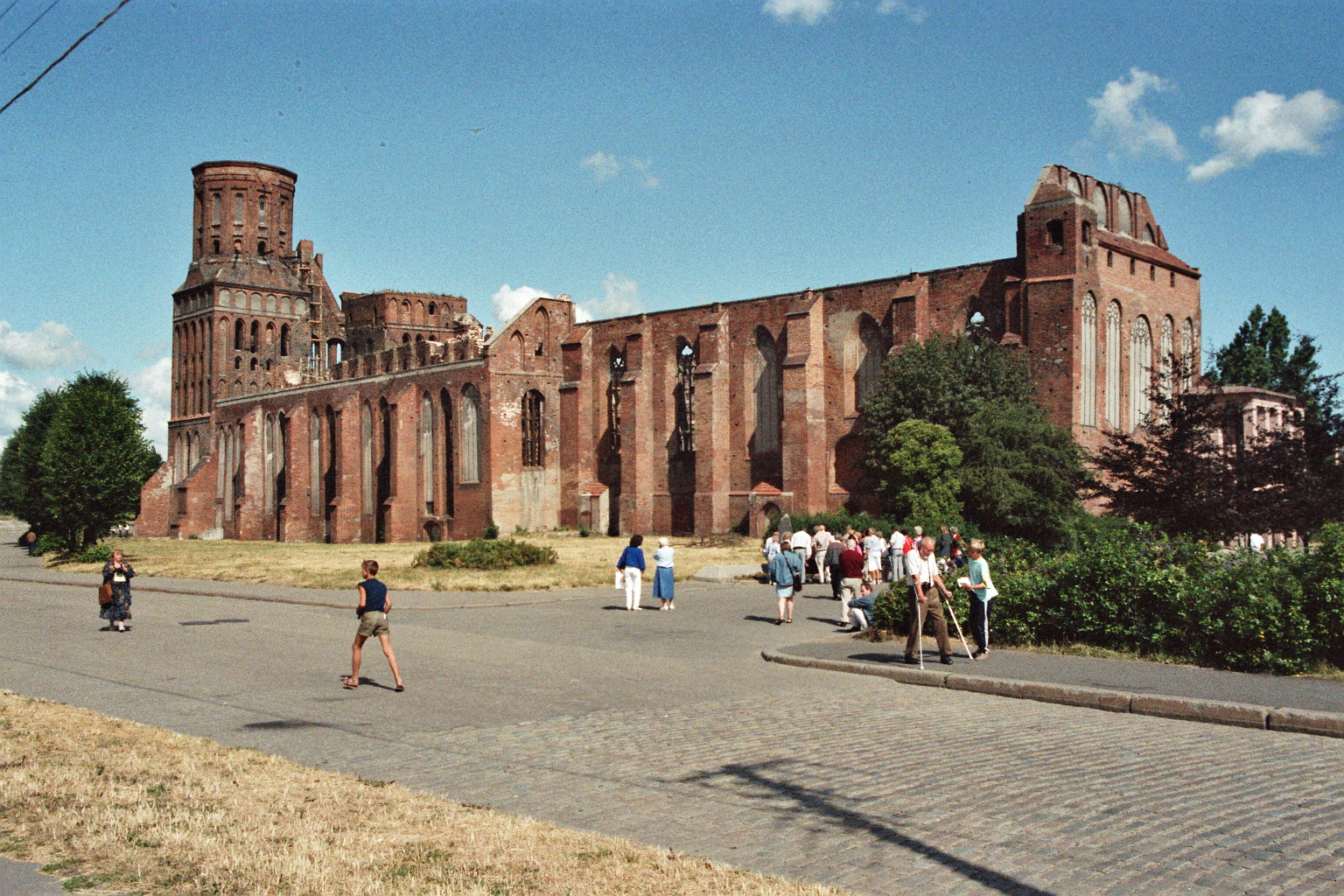
Catedrala luterană din Kaliningrad⁠(en)[traduceți], aflată în ruine, în 1982
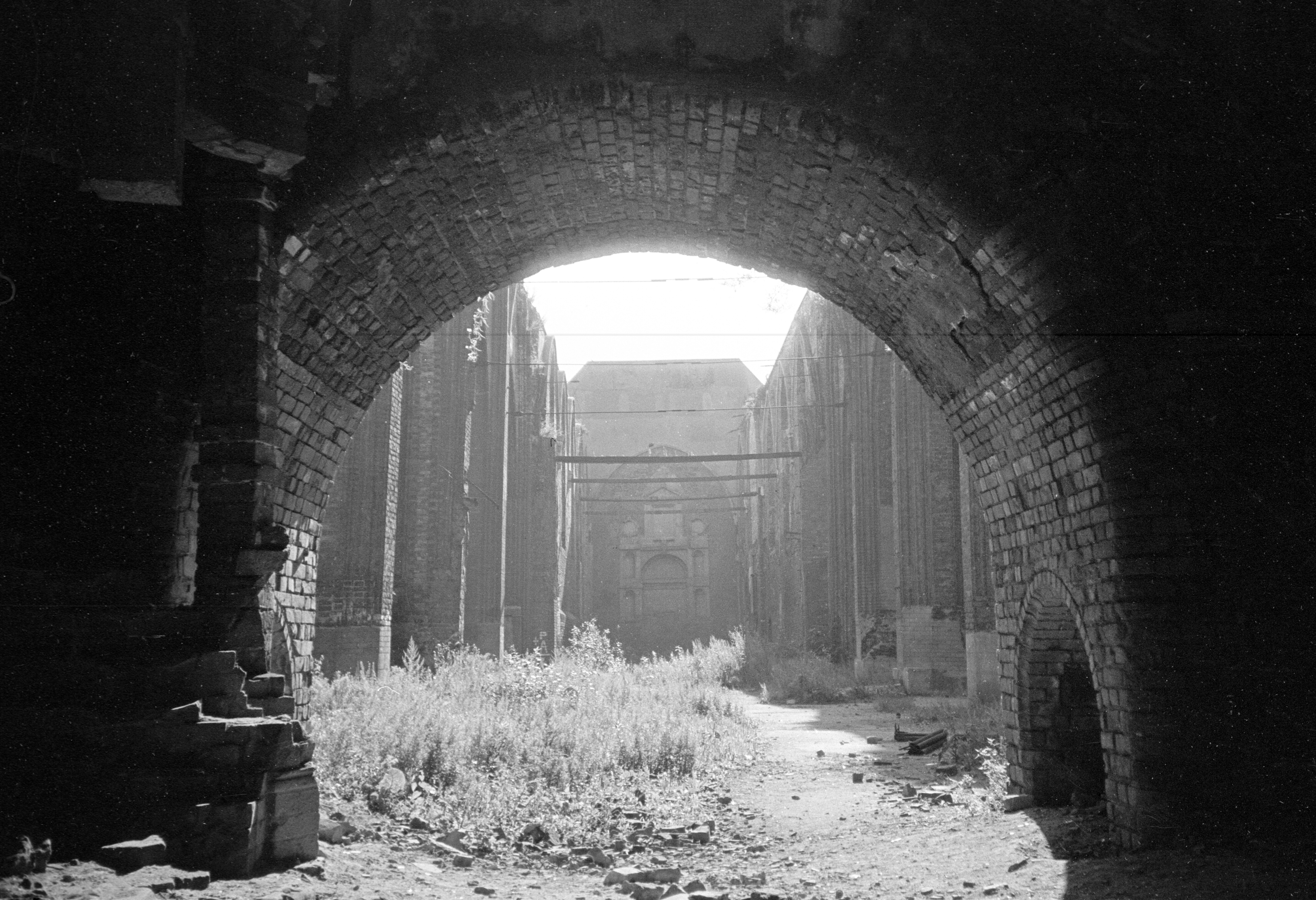
Interiorul catedralei ruinate în 1988
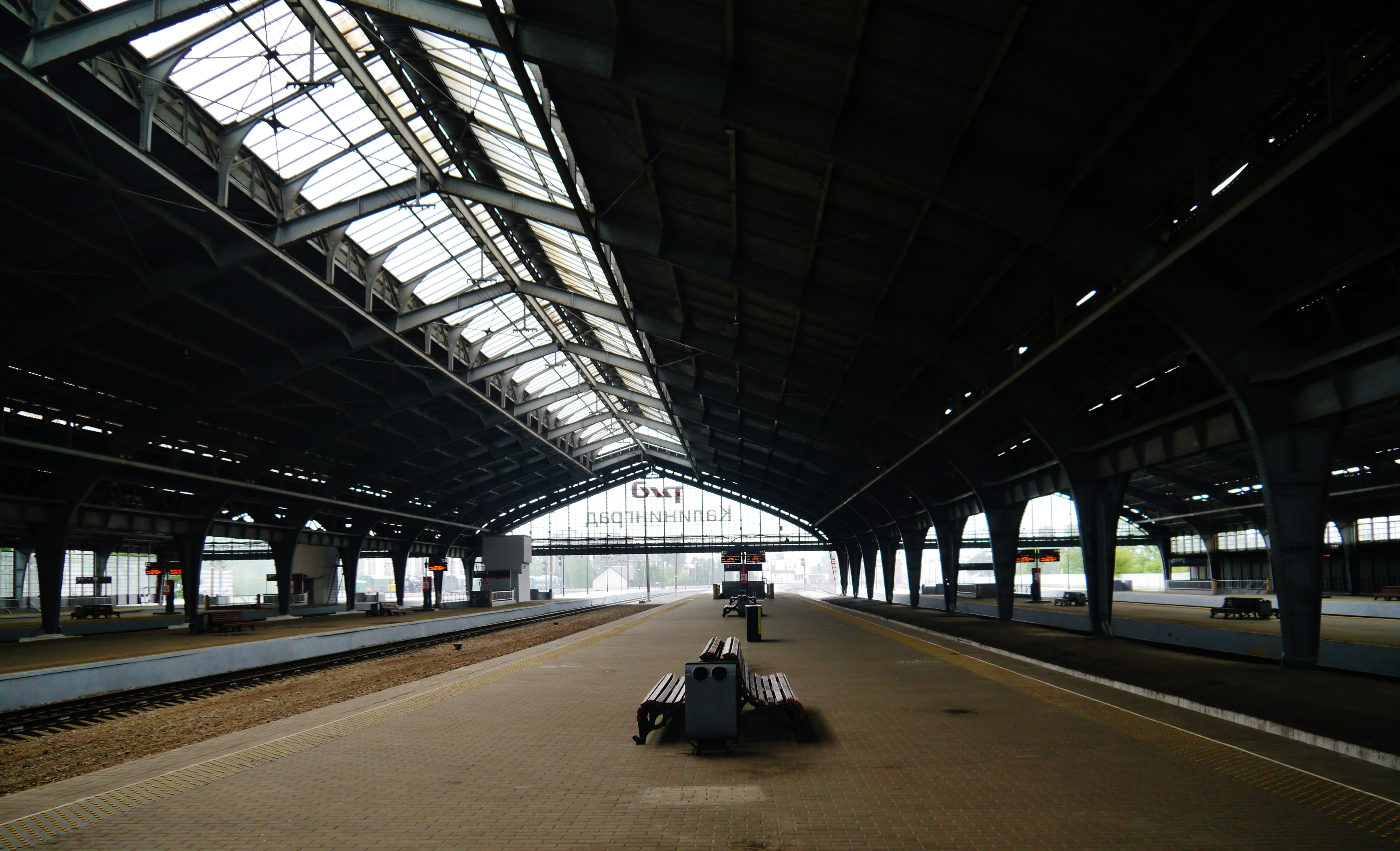
Gara Kaliningrad Sud⁠(en)[traduceți], unde se îmbarcă Anton în tren
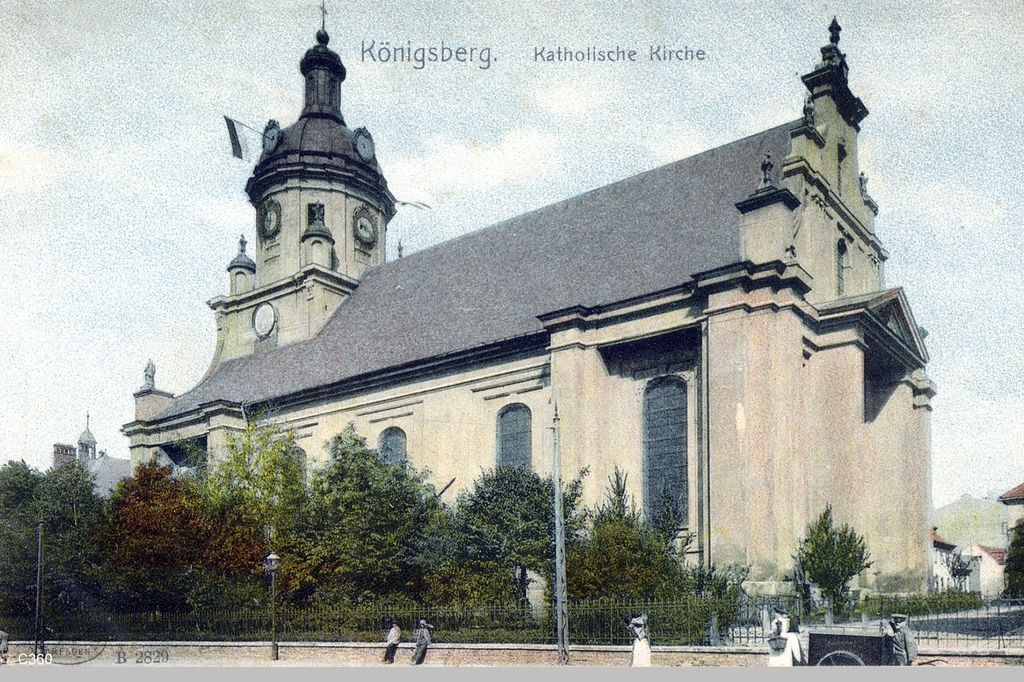
Biserica Sfântul Ioan Botezătorul din Kaliningrad⁠(en)[traduceți] (Propsteikirche)
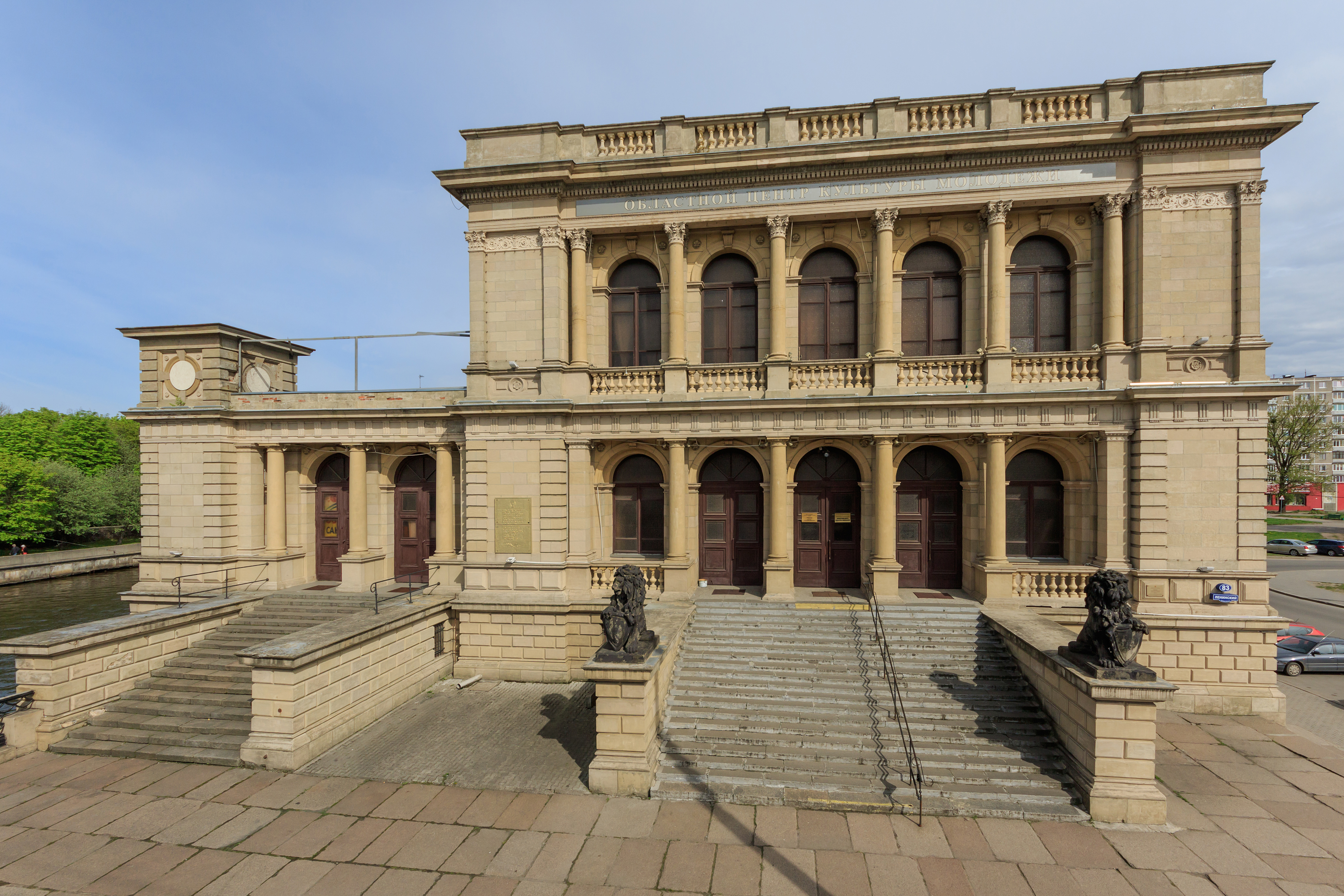
Muzeul de Arte Frumoase al regiunii Kaliningrad⁠(ru)[traduceți]
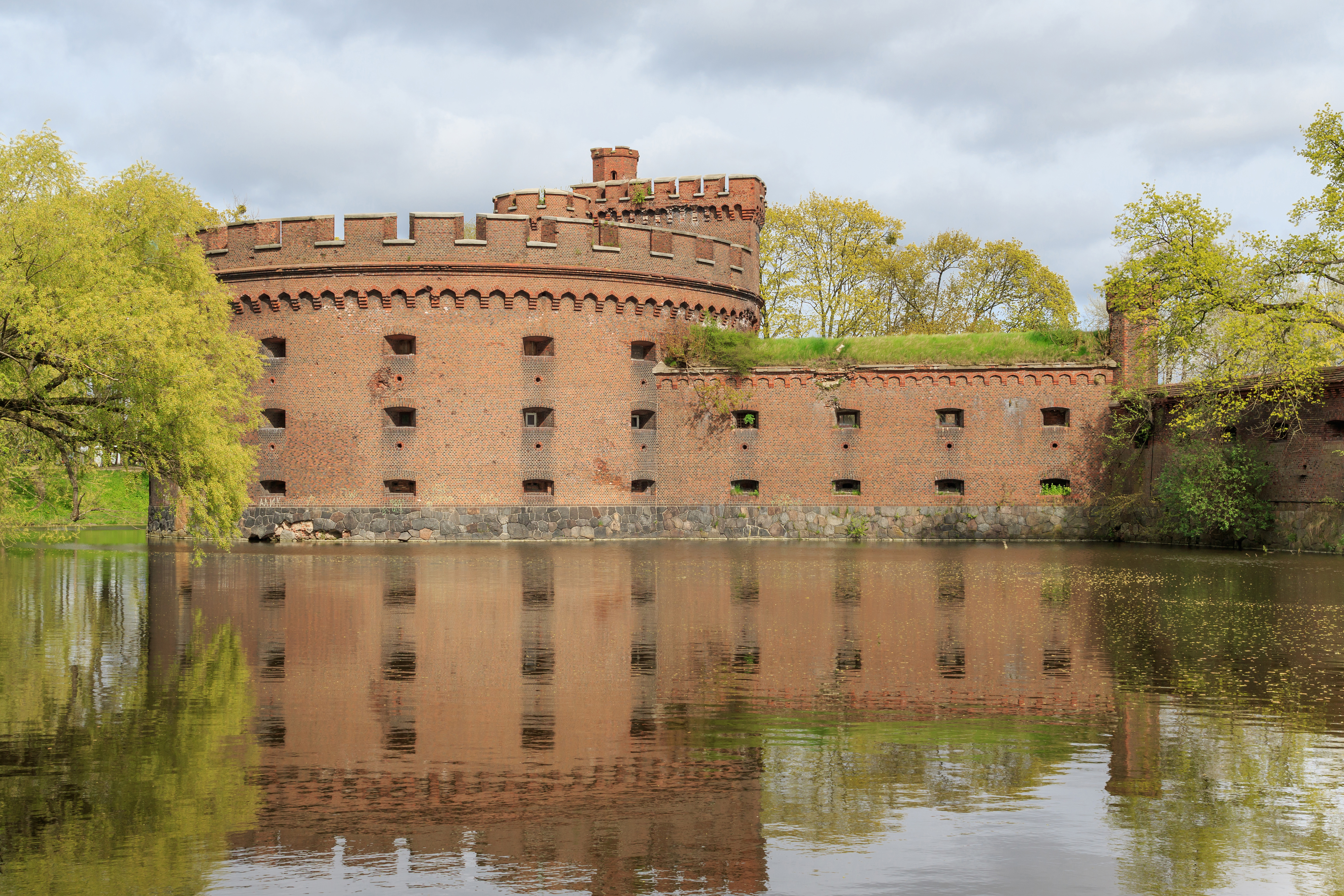
Turnul Wrangel din Kaliningrad⁠(ru)[traduceți], unde a fost deținut Anton
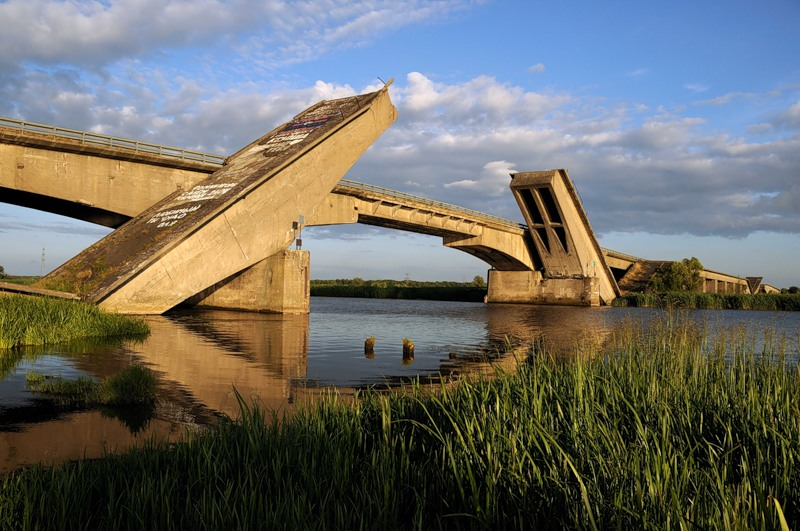
Podul Berlinului din Kaliningrad⁠(ru)[traduceți] (Palmburger Brücke)

## Notă explicativă
1. ↑  Andrieș (1954) era o versiune cinematografică de lung metraj a filmului de absolvire (lucrarea de diplomă) al lui Paradjanov, Moldavskaia skazka („Basm moldovenesc”), care fusese realizat cu marionete sub îndrumarea lui Oleksandr Dovjenko. Paradjanov a descris ulterior acest scurtmetraj drept „singura dintre creațiile mele din trecut de a cărei imperfecțiune nu îmi este rușine” („[…] единственная из моих прошлых работ, несовершенства которой я не стыжусь”). Vezi ru  Сергей Параджанов, „Вечное движение”, în Искусство кино (Iskusstvo kino), nr. 1/1966, p. 60 și en  J.J. Gurga, Echoes of the Past: Ukrainian Poetic Cinema and the Experiential Ethnographic Mode, p. 79.